# Болгарские грамоты Валахии и Молдавии
Болга́рские гра́моты Вала́хии и Молда́вии — исторический и письменный памятник средневековой истории Валахии и Молдавии. Культурный и социальный артефакт среднеболгарского языка (влахо-молдавский извод церковнославянского языка), относящийся к средневековой истории земель современных Румынии и Молдавии, создан главным образом валашскими и молдавскими воеводами в XIV—XVII веках.
Во время Матея Басараба не только литературный стандарт, но и узусы в Валахии и Молдавии были среднеболгарскими. Грамоты являются одним из наиболее важных памятников для изучения болгарского языка и истории со времён последних болгарских царей до падения под властью турок до начала эпохи Возрождения. Они являются ценными аутентичными свидетельствами для изучения народных текстов средневековой Румынии.
По данным на 2010 год, 312 грамот были созданы до 1476 года. Самый старый сохранившийся документ относится ко времени князя Владислава (1364—1372), но точнее датировать его нельзя. Самый старый документ с точной датировкой относится к 1379 году. Последние документы этой группы относятся к XVII веку — времени правления Константина Брынковяну.
По форме это короткие официальные документы на различные темы: для пожертвований, административные, политические, подтверждающие, судебные, для продажи и т. д. Они написаны на разговорном болгарском языке, значительно отличающемся от средневекового церковного болгарского языка, используемого в литургической литературе.
Эти грамоты относятся к категории неуместных артефактов, поскольку якобы «доказывают», что средневековая румынская история на самом деле является болгарской историей. 
В 2019 году румынские исторические средневековые постулаты высмеивались болгарскими учёными. Один из болгарских мифов заключается в том, что Влад Дракула был болгарином — якобы он не владел валашским языком, а использовал болгарский. Так как свидетельства письменности на валашском языке появляются не ранее XVI века (до этого он был разговорный), в Валахии и Молдавии для официальной переписки использовались другие письменные языки, в основном церковнославянский.